# Penolanguria
Penolanguria é um género de coleópteros da família Erotylidae.